# Ugerevy
En Ugerevy eller en filmjournal er en kort dokumentarfilm, typisk op til 6-8 minutters længde, der formidler nyheder. Genren var populær i perioden fra 1910'erne til slutningen af 1960'erne, hvor fjernsynet overtog den visuelle formidling af aktuelle begivenheder. Ugerevyerne blev oftest vist i biografteatre og viste en blanding af nyheder, information og underholdning inden visningen af spillefilmen, men der var også i større amerikanske byer i 1930'erne og 40'erne biografer, der kun viste ugerevyer og filmjournaler..

## Historie
Da Brødrene Lumière i Frankrig i slutningen af 1800-tallet begyndte at producere film, valgte de at lade flere af filmene omhandle aktuelle emner, og brødrenes film var således blandt verdens første nyhedsfilm. I Frankrig etablerede Charles Pathé med sine brødre selskabet Pathé, der udsendte den første egentlige ugerevy i 1908. Selskabet dannede kort efter et fransk-britisk selskab, Pathé News, der fra 1910 producerede ugerevyer og filmjournaler til Storbritannien og til USA fra 1911.
Under 1. verdenskrig benyttede mange nationer ugerevyerne til propaganda for befolkningerne.
Større kendte producenter af filmjournaler var The March of Time (1935–1951), Pathé News (1910–1956), Paramount News (1927–1957), Fox Movietone News (1928–1963), Hearst Metrotone News (1914–1967), and Universal Newsreel (1929–1967). Pathé News blev distribueret i USA af RKO Radio Pictures fra 1931 til 1947 og af Warner Brothers fra 1947 to 1956.
Udbredelsen af fjernsyn op igennem 1950’erne og 1960’erne indebar, at markedet for ugentlige nyheder i biograferne blev reduceret, og nyhedsformidlingen blev i stedet overtaget af tv-nyhedsudsendelser.

## Fjernsynets betydning for tilbagegangen
Den 16. februar 1948 lancerede det amerikanske tv-netværk NBC et 10 minutter langt nyhedsprogram, Camel Newsreel Theatre, der viste nyheder i samme format som filmjournalerne. Senere på året begyndte DuMont Television Network at sende tilsvarende nyhedsudsendelser, Camera Headlines og I.N.S. Telenews, sidstnævnte i samarbejde med Hearsts International News Service. I august 1948 begyndte tv-netværket CBS at sende nyhedsprogrammet Douglas Edwards and the News og kort efter sendte også ABC nyhedsprogrammer med egenproducerede nyhedsindslag.
Tv-netværkenes indtog som leverandører af nyheder med billeder medførte, at mange af de biografer, der alene havde vist ugerevyer og filmjournaler lukkede, eller ændrede repertoiret. Den sidste amerikanske filmjournal blev udsendt den 26. december 1967. Der blev dog produceret filmjournaler i andre lande (bl.a. i Cuba, Japan, Spanien og Italien) helt op til 1980’erne og 1990’erne.

## Danske ugerevyer
I Danmark blev også produceret ugerevyer. Nordisk Films Kompagni grundlagde allerede i 1910’erne Ugerevyen Danmark, der producerede nyhedsfilm, der blev vist i biograferne. Under 2. verdenskrig blev vist tyske ugerevyer i danske biografer, men med mindre succes. Nordisk Film indgik i stedet en aftale med det tyske UFA om et samarbejde om produktion af en danske ugerevy, Dansk Film Avis, hvor Nordisk Film fremstillede en dansk udgave af de tyske propaganda- og nyhedsfilm kombineret med danske nyheder.
En anden ugerevy, Dansk Film Revy, blev produceret af Dansk Film Kompagni og Fotorama i 1930’erne og 1940’erne. I årene 1949-57 producerede Politiken Politikens filmjournal, hvor Gunnar "Nu" Hansen kommenterede nyhederne. Politikens filmjournal opnåede i årene stor popularitet.